# Quebrada de los Sánchez
Quebrada de los Sánchez är en ort i Mexiko.   Den ligger i kommunen Tamazula och delstaten Durango, i den centrala delen av landet, 900 km nordväst om huvudstaden Mexico City. Quebrada de los Sánchez ligger 387 meter över havet och antalet invånare är 210.
Terrängen runt Quebrada de los Sánchez är varierad. Quebrada de los Sánchez ligger nere i en dal. Runt Quebrada de los Sánchez är det mycket glesbefolkat, med 5 invånare per kvadratkilometer. Närmaste större samhälle är Los Remedios, 3,1 km sydost om Quebrada de los Sánchez. I omgivningarna runt Quebrada de los Sánchez växer huvudsakligen savannskog.